# Антоније (сликар)
Антоније је српски сликар из 18. века

## Биографија
Антоније је заједно са зографом Петром 1743. сликао фреске манастира Месића у Банату.